# 95.ª Brigada Aerotransportada (Ucrânia)
A 95.ª Brigada Aerotransportada é uma unidade das Forças de Assalto Aéreo da Ucrânia, a força de reação rápida da Ucrânia. A brigada está localizada em Jitomir. É considerada uma das unidades mais prestigiosas e capazes das Forças Armadas da Ucrânia. A brigada faz parte das unidades da Ucrânia no programa Parceria para a Paz. A brigada recebeu muita publicidade por sua incursão atrás das linhas separatistas, alegadamente causando pesadas perdas para as forças separatistas e russas durante a guerra em Donbas.

## História

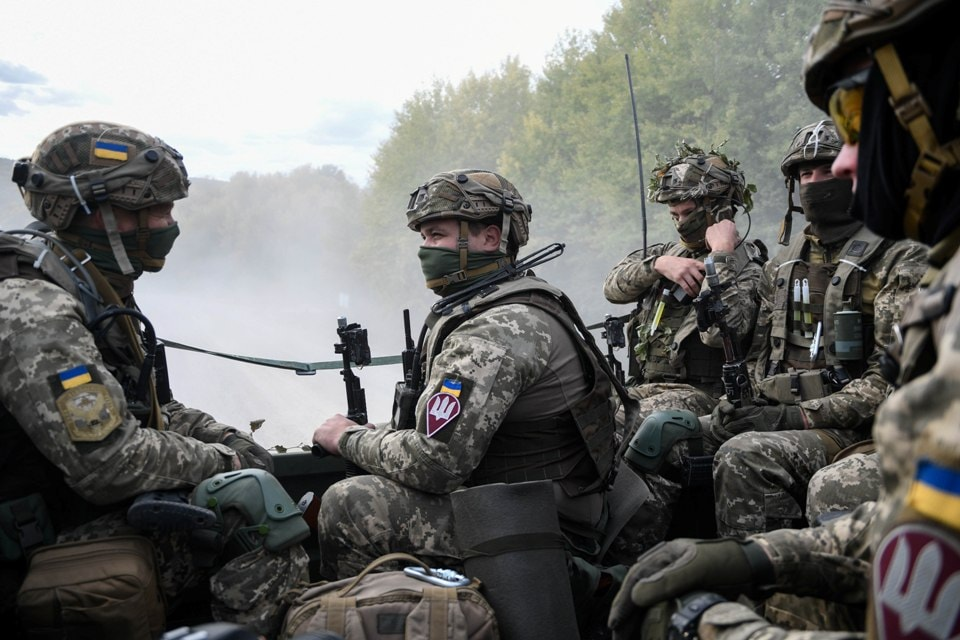
Soldados ucranianos da 95ª Brigada Aerotransportada ucraniana.

Inicialmente, a brigada possuía quatro batalhões, sendo que um deles foi posteriormente dissolvido. Soldados da brigada participaram de missões de paz no Líbano, Serra Leoa, República Democrática do Congo, Libéria, ex-Iugoslávia, Kosovo e entre 2003 e 2005 no Iraque.
Em 2014, a 95.ª Brigada participou do Cerco de Sloviansk e do impasse de Kramatorsk durante a guerra em Donbas. Em 13 de maio de 2014, sete paraquedistas da unidade foram mortos em uma emboscada por separatistas em Kramatorsk.
Em agosto de 2014, a brigada realizou uma incursão por trás das linhas separatistas. A 95ª Brigada Aerotransportada, reforçada com ativos e equipamentos de blindagem, lançou um ataque surpresa às linhas separatistas, rompeu suas áreas traseiras, lutou por 450 quilômetros e destruiu ou capturou numerosos tanques e peças de artilharia russas antes de retornar às linhas ucranianas. Eles operaram não como uma brigada concentrada, mas sim dividida em três elementos do tamanho de uma companhia em diferentes eixos de avanço. De acordo com Phillip Karber, foi uma das incursões mais longas da história militar.
A unidade foi enviada ao Aeroporto Internacional de Donetsk em 21 de novembro de 2014 como parte de uma rotação regular das tropas ucranianas estacionadas na área.